# Neriglissar
Neriglissar, död 556 f.Kr., var en kung av Babylon.
Han regerade 560-556 f.Kr.